# Filiola
Filiola is een geslacht van vlinders van de familie spinners (Lasiocampidae).

## Soorten
- F. dogma Zolotuhin & Gurkovich, 2009
- F. fulgurata (Aurivillius, 1909)
- F. lanceolata (Hering, 1932)
- F. occidentale (Strand, 1912)